# Herb Łaszczowa

Herb Łaszczowa do 2011

Herb Łaszczowa – jeden z symboli miasta Łaszczów i gminy Łaszczów w postaci herbu ustanowiony 17 czerwca 2011 roku.

## Wygląd i symbolika
Herb przedstawia w polu błękitnym mur blankowany czerwony, nad nim pół lwa złotego, wspiętego, trzymającego w łapach takąż prawdę.
Herb nawiązuje do herbu Prawdzic rodziny Łaszczów, założycieli i właścicieli miasta (Aleksander Łaszcz uzyskał przywilej na lokowanie miasta od króla Zygmunta Augusta w 1549).

## Historia
Herb używany do 2011 przedstawiał również mur blankowany czerwony, zza którego wystawało pół lwa złotego, ale na polu srebrnym, zaś rysunki poszczególnych godeł były bardzo zniekształcone. W 2011 po uzyskaniu pozytywnej opinii Komisji Heraldycznej przyjęto nowy herb projektu Henryka Seroki.